# Вестфілд Тауншип (округ Тайога, Пенсільванія)
Вестфілд Тауншип (англ. Westfield Township) — селище (англ. township) в США, в окрузі Тайога штату Пенсільванія. Населення — 988 осіб (2020).

## Демографія
Згідно з переписом 2010 року, у селищі мешкало 1047 осіб у 431 домогосподарстві у складі 308 родин. Було 492 помешкання
Расовий склад населення:
| - 99,3 % — білих - 0,2 % — азіатів - 0,1 % — корінних американців - 0,1 % — чорних або афроамериканців |

До двох чи більше рас належало 0,2 %. Частка іспаномовних становила 0,4 % від усіх жителів.
За віковим діапазоном населення розподілялося таким чином: 21,4 % — особи молодші 18 років, 55,8 % — особи у віці 18—64 років, 22,8 % — особи у віці 65 років та старші. Медіана віку мешканця становила 46,4 року. На 100 осіб жіночої статі у селищі припадало 98,3 чоловіків;  на 100 жінок у віці від 18 років та старших — 91,8 чоловіків також старших 18 років.
Середній дохід на одне домашнє господарство  становив 43 822 долари США (медіана — 40 536), а середній дохід на одну сім'ю — 51 198 доларів (медіана — 46 250). Медіана доходів становила 41 417 доларів для чоловіків та 28 500 доларів для жінок. За межею бідності перебувало 18,2 % осіб, у тому числі 30,4 % дітей у віці до 18 років та 19,3 % осіб у віці 65 років та старших.
Цивільне працевлаштоване населення становило 357 осіб. Основні галузі зайнятості: виробництво — 25,8 %, освіта, охорона здоров'я та соціальна допомога — 23,2 %, транспорт — 12,9 %, будівництво — 8,7 %.